# Messerschmitt Me 264
Messerschmitt Me 264 Amerikabomber byl strategický námořní průzkumný a bombardovací letoun vyvíjený firmou Messerschmitt pro Luftwaffe během 2. světové války. Nikdy se nedostal do sériové výroby. 

Jeho úkolem měla být podpora německých ponorek při operacích daleko v Atlantském oceánu. Měl přitom sloužit jednak k vyhledávání cílů a následnému navádění ponorek na ně a jednak k samostatnému ničení cílů vlastní silou. Název Amerikabomber ukazuje na skutečnost, že byl součástí projektu, jehož cílem bylo vyvinout strategický bombardér schopný ze základen ve Francii či na Azorách úspěšně bombardovat území Spojených států, konkrétně New York a další města na východním pobřeží.

## Vývoj
V roce 1937 zahájila konstrukční kancelář Messerschmitt práce současně na dvou letounech. Měly to být čtyřmotorové stroje s doletem až 20 000 km. První projekt nesl číselné označení P.1602, druhý P.1061. První obdržel posléze označení Me 261, zatímco druhý byl přeznačen na Me 264, později nazývaný Amerikabomber.
Design Me 264 vycházel z Messerschmittova dálkového průzkumného bombardéru Me 261, který měl na rozdíl od Me 264 čtyři motory Daimler-Benz DB 601 V 12 a pohonný systém DB 606. V roce 1941 dostal Messerchmitt objednávku na 4 prototypy stroje P.1061, později zredukovanou na 3.
Práce na těchto projektech postupovaly pomalu, ale když Německo vyhlásilo válku USA, začalo se Říšské ministerstvo letectví (Reichsluftfahrtministerium) vážně zajímat o projekt transatlantického bombardéru. Výsledkem byly návrhy mohutných šestimotorových bombardérů, jež unesly značné množství bomb – Junkers Ju 390, Focke-Wulf Ta 400 a Me 264 B. Jelikož Junkers Ju 390 používal řadu komponentů z Ju 290, byl nakonec vybrán tento návrh. Nicméně práce na projektu Me 264 nebyly zastaveny, neboť německé válečné námořnictvo (Kriegsmarine) potřebovalo hlídkovací letadlo, které by nahradilo Focke-Wulf Fw 200 Condor. Nakonec bylo rozhodnuto postavit dva prototypy dálkového průzkumného bombardéru Me 264 A.
První prototyp, Me 264 V1 (RE+EN) vzlétl 23. prosince 1942. Zpočátku jej poháněly čtyři dvanáctiválcové motory Junkers Jumo 211J-1, jež byly v roce 1943 vyměněny za silnější BMW 801G-2. Při zkouškách se projevila řada menších chyb, nejvážnější bylo velmi těžké ovládání. Další nevýhodou bylo značné plošné zatížení křídla, což vedlo k mnoha problémům počínaje špatnou letovou stabilitou až po sníženou manévrovací schopnost a potřebu vyšší vzletové rychlosti. První prototyp nebyl vybaven zbraněmi ani pancéřováním, ale následující prototypy, Me 264 V2, už měly pancéřované dvouhvězdicové motory BMW 801D po 1250 kW , prostory pro posádku, střeliště i další důležité součásti letounu. Nakonec však bylo rozhodnuto dokončit Me 264 V2 bez palubních zbraní. Třetí prototyp Me 264 V3 měl mít jak výzbroj, tak pancéřování na kritických místech.
V roce 1943 přestala mít Kriegsmarine o Me 264 zájem a svoji pozornost soustředila na Junkers Ju 390. Proto byl v říjnu 1943 vývoj Messerschmittu zastaven. Prototyp Me 264 V2 (RE+EO) byl zničen při náletu 18. července 1944 těsně před zalétáním. Při dalším náletu došlo k poškození prvního prototypu Me 264 V1 i třetího, ještě nedokončeného prototypu (RE+EP).

## Specifikace

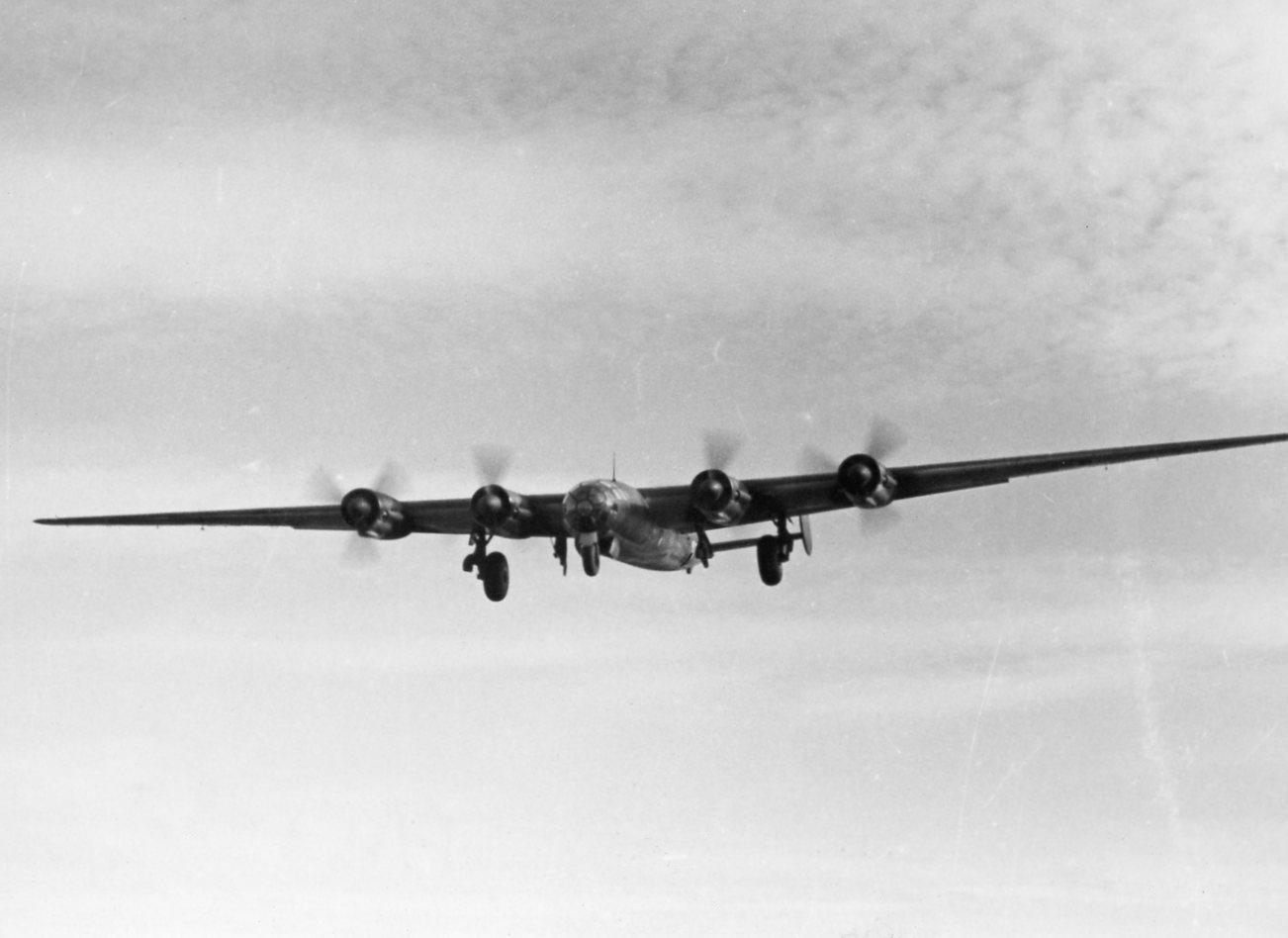
Messerschmitt Me 264 V1

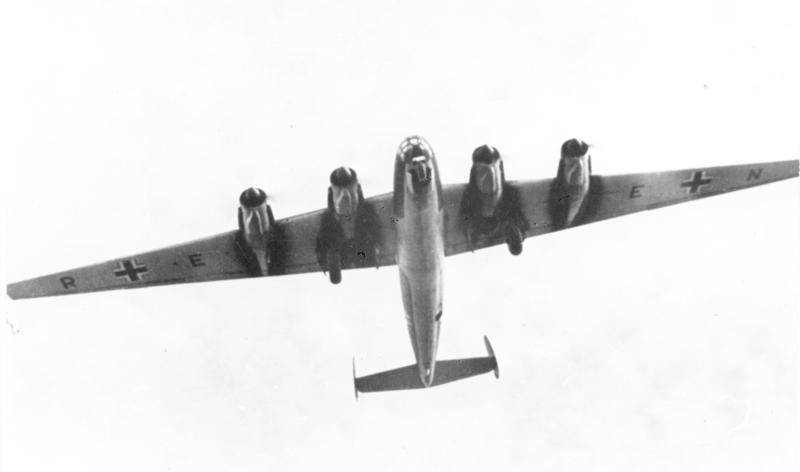
Messerschmitt Me 264 V1

### Technické údaje
- Osádka: 8
- Rozpětí: 43 m
- Délka: 21,3 m
- Výška: 4,3 m
- Maximální rychlost: 560 km/h v 6000 m
- Dolet: 15 000 km
- Dostup: 8000 m
- Pohonná jednotka: 4 × hvězdicový motor BMW 801 G/H každý o 1272 kW (1730 hp)

### Výzbroj
- 4 × 13mm kulomet MG 131
- 2 × 20mm kanón MG 151
- 3 000 kg pum